# Roseanne
Roseanne és una sèrie de televisió estatunidenca produïda per l'ABC i emesa entre 1988 i 1997, protagonitzada per Roseanne Barr. La sèrie va tenir un gran èxit des del començament i va assolir el número u de quota de pantalla la segona temporada. Va ser la sèrie de més audiència als Estats Units entre 1989 i 1990 i va romandre als quatre primers llocs durant sis de les nou temporades i entre les vint primeres durant vuit temporades.

## Format de la sèrie
La sèrie se centrava en la vida de la família Conner, una família de classe baixa treballadora dels Estats Units que vivia a una ciutat fictícia anomenada Lanford, a Illinois, amb serioses dificultats per arribar a final de mes amb els sous de tots dos progenitors, Roseanne i Dan. El fet de representar en una sèrie per primer cop als Estats Units una família de classe baixa en què els dos pares treballaven fora de casa va fer que destaqués entre el públic i la crítica.
La sèrie plasmava amb realisme molts problemes socials que no s'havien mostrat a les comèdies familiars anteriors i es tocaven temes tabú fins aleshores a altres sèries de màxima audiència, ja que tractava i feia broma sobre la pobresa, l'alcoholisme, el consum de drogues, el sexe, la menstruació, els anticonceptius, l'embaràs de les adolescents, la masturbació, l'obesitat, l'avortament, els problemes racials, les classes socials, la violència domèstica o l'homosexualitat. El programa també destacava perquè mostrava idees feministes com una casa conduïda per una dona, una dona amb sobrepès que no es preocupava per la seva aparença, relacions entre personatges femenins que cooperaven més que competien i dones que s'expressaven obertament sense conseqüències negatives..
Les escenes a llocs oberts es van rodar a Evansville (Indiana), el poble natal del creador i productor executiu Matt Williams.
A més del matrimoni, les dues filles adolescents i el fill petit eren personatges habituals altres familiars, amics i també els nois que sortien amb les filles. Els germans de Barr a la vida real eren homosexuals, la qual cosa la va inspirar a introduir personatges homosexuals al programa i a convertir al final del programa el personatge de Jackie, la germana de Roseanne, en lesbiana, la qual cosa li va provocar friccions amb el productor executiu Matt Williams.

## Premis
El primer premi que va rebre va ser el People's Choice Award a la millor nova comèdia de televisió l'any 1989. Roseanne Barr va guanyar cinc premis People's Choice Awards en anys successius, a l'actriu favorita en un nou programa de TV (1989), i a actriu favorita de TV els anys 1990, 1994 i 1995; i també com a dona favorita a qualsevol programa d'entreteniment (1990).
La sèrie va guanyar un premi Peabody l'any 1992. També el 1992 Roseanne Barr i John Goodman van guanyar el Globus d'Or, a la millor actriu i el millor actor. I, a més, la sèrie va guanyar el Globus d'Or a la millor sèrie de televisió. L'any 1993 Roseanne Barr i Laurie Metcalf van guanyar un Premi Emmy per la seva interpretació a la sèrie com a millor actriu de comèdia protagonista i secundària respectivament. Metcalf el va tornar a guanyar el 1992 i el 1994.